# 鵠沼

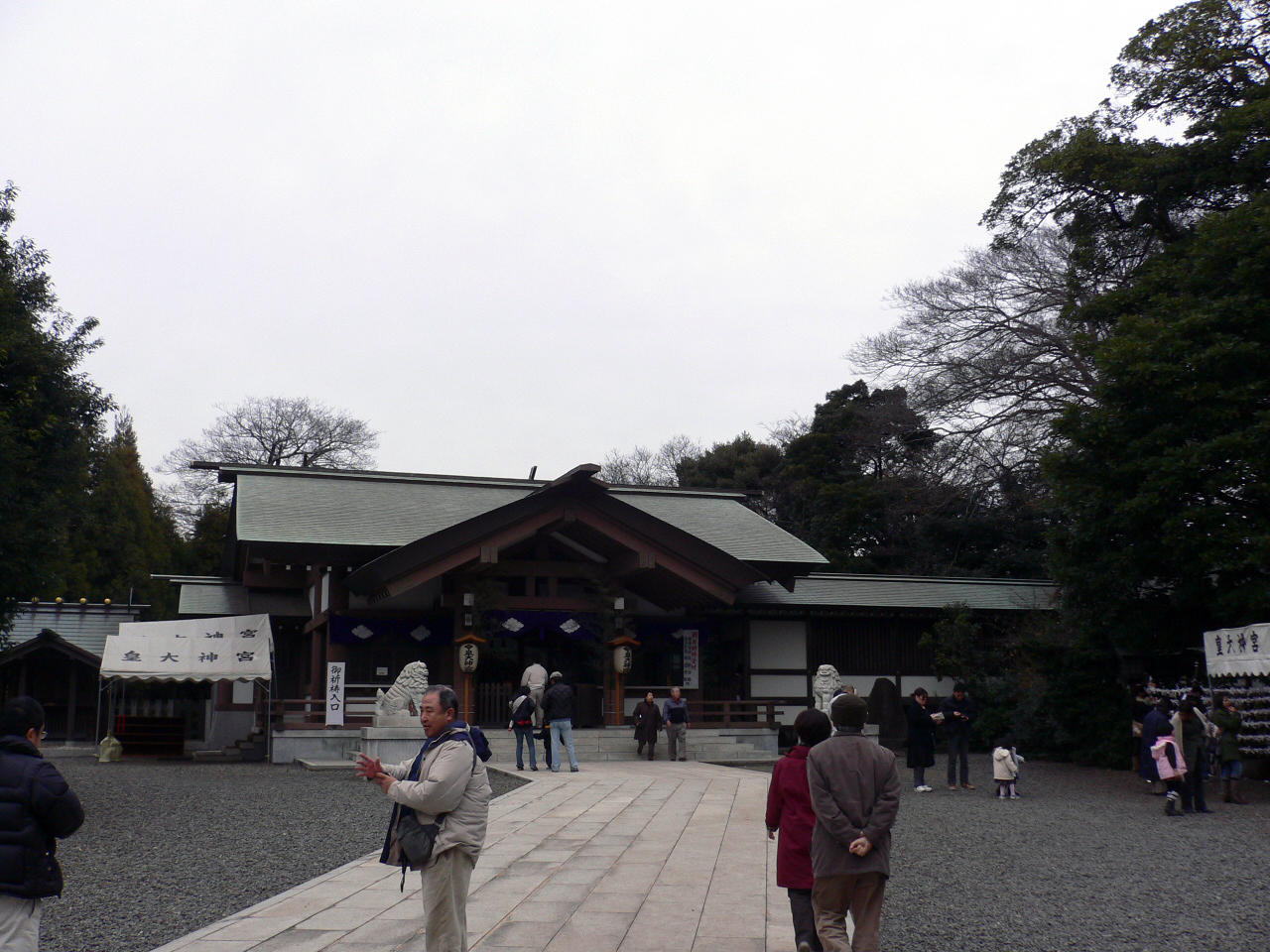
皇大神宮

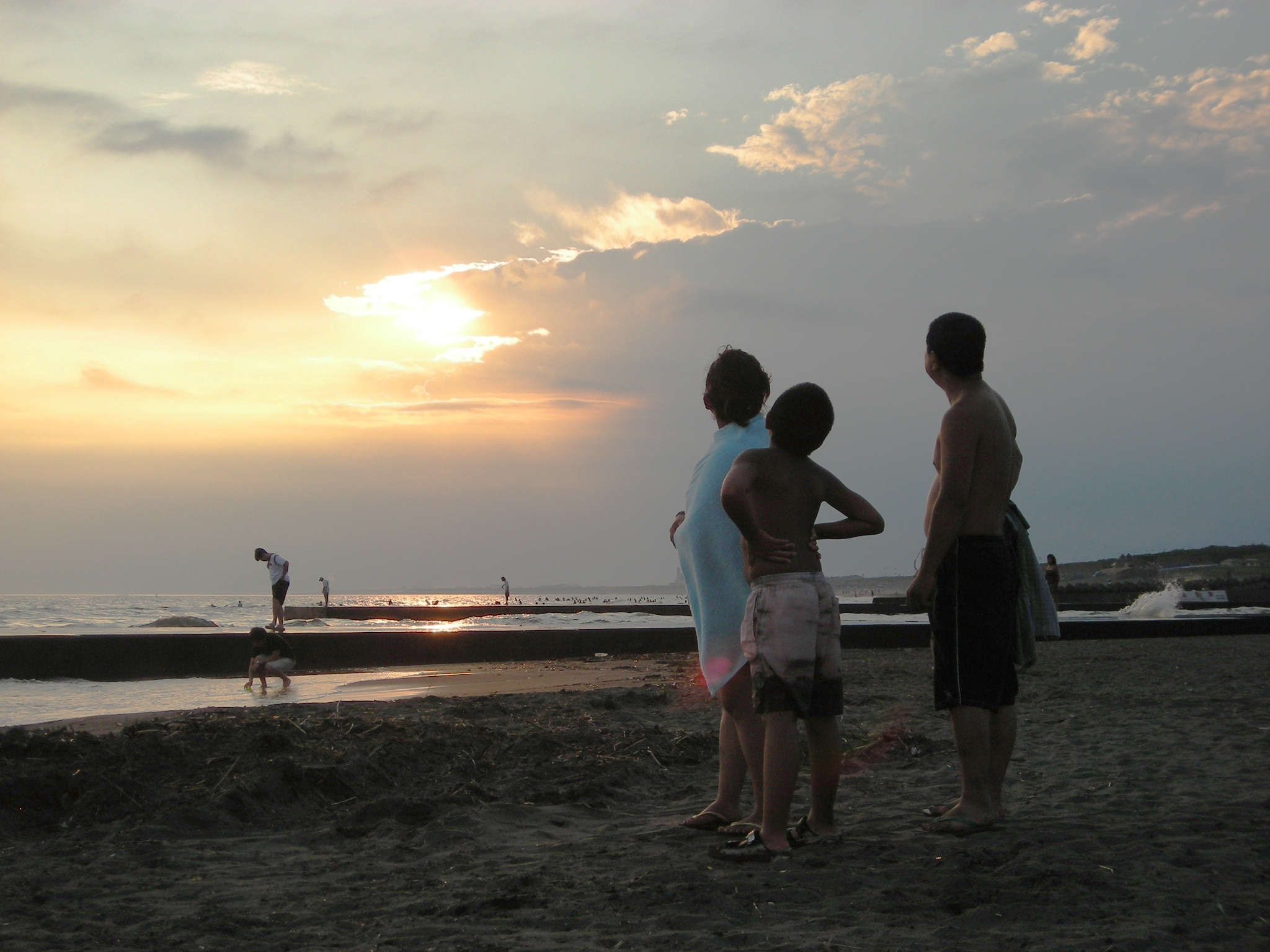
鵠沼海岸の日の入り

鵠沼（くげぬま）は、神奈川県藤沢市の南部中央にある地域の地区名。1908年（明治41年）、高座郡藤沢大坂町・明治村と合併する前の旧鵠沼村の村域とほぼ重なる。北は旧東海道付近、東は境川、西は引地川に囲まれた地域である。南は相模湾に面しており、人口は5万人を遙かに超す。年間を通して湘南海岸に多くの観光客が訪れる。
鵠（くぐい）とは白鳥の古名で、かつてこの辺りには沼が多くあり、鵠が多く飛来していたといわれている。詳しくは地名の由来を参照。

## 概要
- 北端 北緯35度20分30秒 鵠沼神明四丁目12番先神奈川県道43号藤沢厚木線
- 南端 北緯35度18分30秒 湘南海岸公園海風のテラスボードウォーク
- 東端 東経139度29分45秒 神奈川県道32号藤沢鎌倉線新川名橋
- 西端 東経139度27分45秒 鵠沼海岸四丁目13番先国道134号自転車歩行者専用道付近
- 最高点 海抜25m(メートル) 鵠沼橘二丁目6番先 通称「新田山」
- 人口 54,356人（2010年1月推計値。13地区で最高）
- 面積 5.55km2
- 人口密度 9,794人/km2

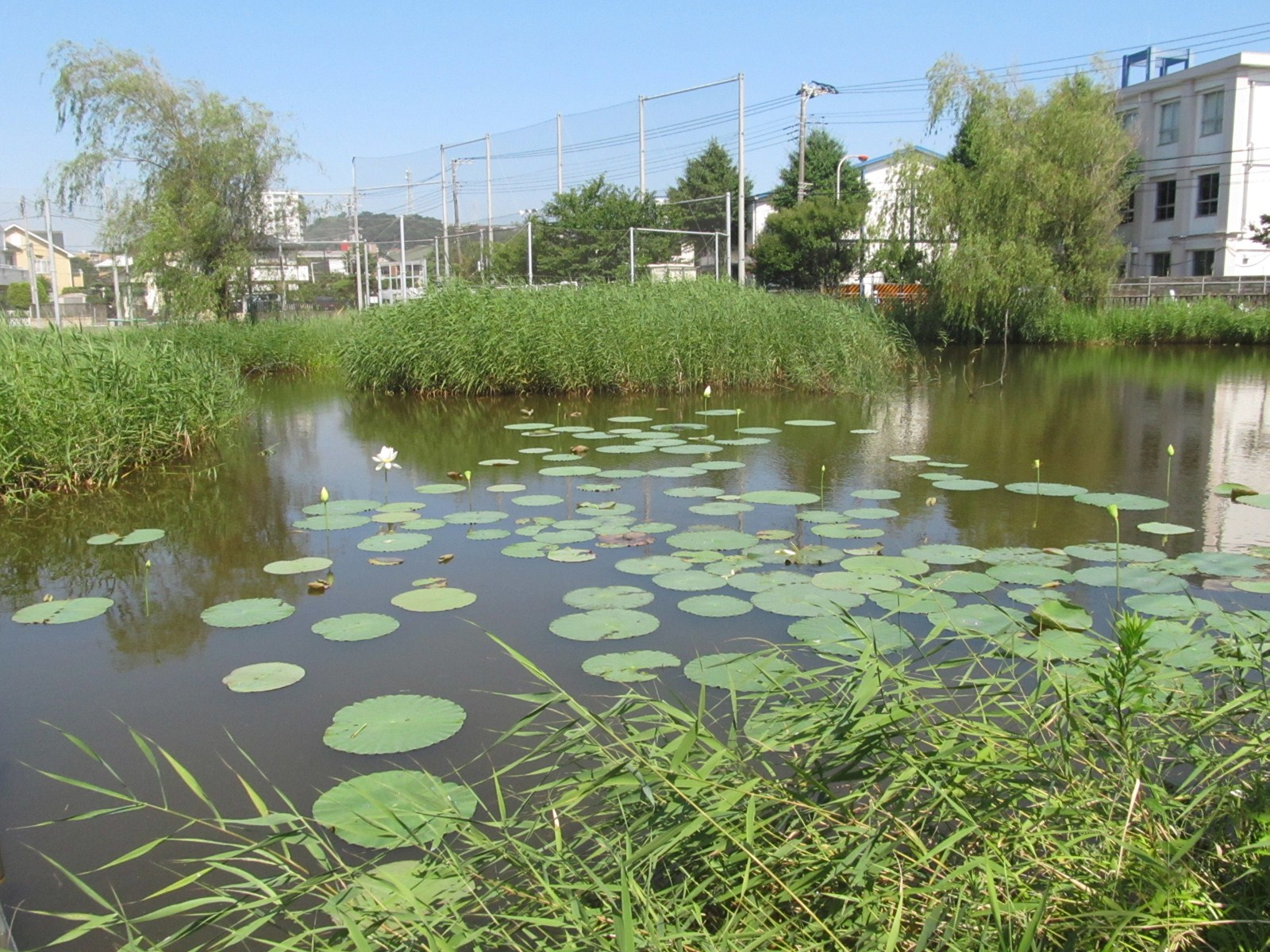
第1蓮池
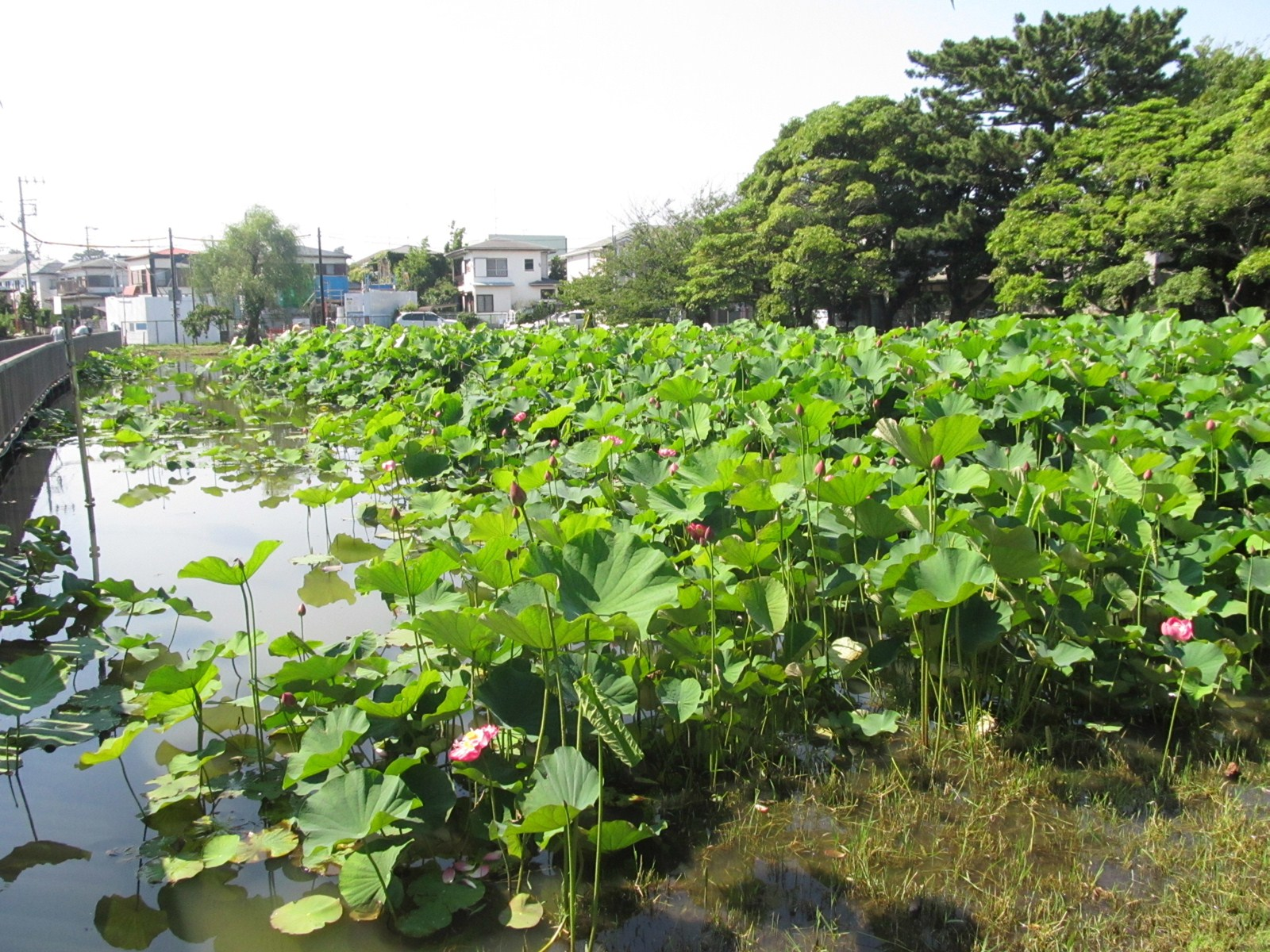
第2蓮池

## 地理

### 位置と範囲
神奈川県藤沢市南部の海岸中央部にある地区で、東は片瀬地区、西は辻堂地区、北は藤沢地区に隣接する。
鵠沼の範囲はいくつかの見方がある。

#### 伝統的な大字としての鵠沼
鵠沼郷の呼称は平安時代末期に現れるが、境川（当時の呼称は固瀬川）以西、引地川以東で、南辺は海岸線、北辺は江戸時代に整備される旧東海道（国道1号から1963年（昭和38年）藤沢バイパス開通により神奈川県道43号藤沢厚木線に降格）から市道中学通り線、東海道本線一本松踏切を経て藤沢駅南方を迂回し、境川「新川名橋」に至る線までとなるが、それ以前にもすでに重要な街道が鎌倉の大仏坂に通じており、それが安土桃山時代から江戸時代、さらに明治時代へ続く鵠沼村の村域の北の境界線となっていた。
- 明治3年（1870年）の鵠沼村戸口資料によると鵠沼村の各戸に1番から267番の戸別番号がつけられていた。実際の戸数は285戸が記録されている。
- 1873年（明治6年）5月1日に神奈川県は区・番組制施行、鵠沼村は第17大区第2小区となる。この際に28の小字に分けられ、引地橋東詰を1番地とし、南東に向かって7000番台までの番地の制定が行われた。
- 1908年（明治41年）4月1日に「藤沢大坂町」・「鵠沼村」・「明治村」が合併して「高座郡藤沢町」が誕生する。
- 1908年7月15日に元鵠沼村の区域に大字名を鵠沼と付して施行した[5]。
- 1947年（昭和22年）4月1日に「鎌倉郡片瀬町」が藤沢市に合併した。
- 1964年（昭和39年）から数度にわたって鵠沼地区の住居表示が制定されたが、その際大字鵠沼であったところは「鵠沼○○」あるいは「○鵠沼」というように、必ず鵠沼の文字がつけられた。この住居表示制定の際、いくつかの調整が行われた。
  - 引地橋東詰にあった旧東海道鍵の手部分のショートカット北側が藤沢地区になった。これにより旧鵠沼1番地は鵠沼地区から外された。
  - 1930年代に行われた引地川下流の河川改修により、直線化された引地川以西の部分は北部は辻堂太平台となり、南部は鵠沼海岸四丁目となった。
  - 片瀬地区のうち、江ノ島電鉄以西の字桜小路は鵠沼藤が谷四丁目に含まれることになった。境川と江ノ島電鉄の間の字大源太は、地域住民の希望により片瀬地区に残った。
  - 藤沢駅南口から神奈川県道32号藤沢鎌倉線以南の地域は、国道467号を境に東側が鵠沼東、西側が鵠沼石上一丁目となった。

2014年（平成26年）現在、住居表示未実施の大字の鵠沼としての区域が国道467号ミネベア前バス周辺に残っている。

#### 行政区分としての鵠沼
藤沢市は市域を13地区に分けて行政を進めており、鵠沼地区もその一つである。

##### 都市計画上の地域区分としての鵠沼地区
藤沢市は1999年（平成11年）2月に「藤沢市都市マスタープラン」を発表し、それに沿った都市計画が進められている。このマスタープランにおける鵠沼地区には藤沢地区の南藤沢を含めている。

##### 統計処理上の鵠沼地区
現在藤沢市が公開している最も新しい統計資料は、2005年（平成17年）10月1日の国勢調査速報値であり、それによれば鵠沼地区の人口は52,318人（13地区で最高）、面積は5.55km2、人口密度は9,427人/km2（13地区で最高）となっている。ただし、この数字は鵠沼神明を除き、藤沢地区の南藤沢と片瀬地区の旧字大源太のうち境川以西の地区を含んだ地域のものである。

##### 鵠沼市民センターの管轄範囲
鵠沼地区では公民館は1958年（昭和33年）に市内で2番目に開設されたが、市民センターは2003年（平成15年）、市内で11番目に公民館に併設された。鵠沼市民センターの管轄する自治会・町内会の範囲や民生委員・児童委員の分担地域からは鵠沼神明北部は外れており、南藤沢が含まれている。

##### 公立小中学校の学区

###### 小学校
学制発布の明治5年（1872年）8月2日よりも早く鵠沼学舎（→藤沢市立鵠沼小学校）が開校し、鵠沼村全域を学区とした。南東部の開発による人口増加により、1946年（昭和21年）8月10日、藤沢市立鵠洋国民学校（→藤沢市立鵠洋小学校）が開校し、本鵠沼駅付近から南を学区とした。さらに1970年（昭和45年）4月1日、藤沢市立鵠南小学校が開校し、鵠洋小学校学区から分かれて鵠沼海岸全域を学区とした。この鵠沼・鵠洋・鵠南の3校が鵠沼地区を3分する形だが、鵠沼神明の東半は藤沢市立本町小学校、鵠沼石上の東部と鵠沼東は藤沢市立新林小学校、藤沢駅南口周辺は藤沢市立大道小学校の学区になっている。

###### 中学校
1933年（昭和8年）11月14日、鵠沼北端部に藤沢町内の高等科を統合する藤沢高等小学校（→藤高国民学校）が開校し、これが1947年（昭和22年）の新学制により「藤沢市立第一中学校となった。同時に新たに藤沢市立鵠沼中学校が開校し、東海道本線を境に学区を分けた。1956年（昭和31年）4月1日、辻堂東海岸に藤沢市立湘洋中学校が開校し、鵠沼松が岡全域と鵠沼海岸の大部分が鵠沼中学校の学区から分割された。この第一・鵠沼・湘洋の3校が鵠沼地区を3分する形だが、鵠沼石上の東部と鵠沼東は藤沢市立村岡中学校の学区になっている。

### 自然環境

#### 地形・地質

##### 海岸砂丘列と砂丘間低湿地
全域が海岸平野の湘南砂丘地帯であり、平坦だが、北西部は東北東-西南西方向、中央部は北東-南西方向、南東部は北北東-南南西方向の砂丘列が見られ、南部は弧状の海岸線に沿った西北西-東南東方向の数列の新しい砂丘列が見られる。この砂丘列の方向は、かつては季節風の吹き寄せによるとされてきたが、近年では縄文海進以降の陸化過程での海岸線方向の変化によると考えられている。砂丘列の方向は鉄道や道路の方向、地割りや建築物の方向、耕地の畝の方向などに影響を与える。鵠沼地区の中央に伸びる北東－南西方向の顕著な砂丘は、北部で海抜25mに達し、鵠沼地区の最高地点である。ここは「新田」集落のすぐ南方にあるため、地元では「新田山」と呼び慣わしてきた。この砂丘列の南部では、所有する地主の名を採った「高松山」「斎藤山」、あるいは植生から採った「バラ山」などという呼び方も見られた。風の吹き寄せによって特に高くなった砂丘は「高砂（たかすな）」と呼ばれることがあり、藤沢駅南方の江ノ島電鉄に沿ったものは停留所の名称（現石上駅）にもなった。また、鵠沼藤が谷南部にも昭和初期までは高砂と呼ばれた砂丘があった。江ノ島電鉄柳小路駅 - 鵠沼駅間の南北方向の砂丘は、高値で売れたことから「百両山」と呼ばれた。砂丘間の低地は潟湖が陸化して海砂に覆われているため、水はけが良く乾燥しているように見えるが、地下水位は案外高い。このため、井戸を掘削することは容易で、別荘分譲地開発時代は先ず庭池を掘り、その砂で土盛りをした上に家屋を建てる方法が採られた。鵠沼松が岡の中央部には昭和初期までアシの生えた湿地が残り、そこからの細流は東流して境川に注いでいた。

##### 両河川の沖積低地
鵠沼地区の東西を流れる境川、引地川の両河川は、上流から運ぶ土砂を下流に堆積し、沖積平野を形成する。砂丘地帯という浸食しやすい土地であるため、河川は自由蛇行を繰り返し、引地川の場合、1930年代に県による河川改修が行われるまでは、地形図が発行される度に流路が違うほどであった。境川の場合は、高座郡・鎌倉郡の郡境が現在の鵠沼東、鵠沼石上、鵠沼藤が谷付近で複雑に屈曲し、かつてこの河川を郡境に制定した当時の流路を想定できる。ことに鵠沼藤が谷4丁目から鵠沼桜が岡1丁目にかけての小字名を「川袋」というが、関東以北に多い「袋地名」の代表例で、深い蛇行を表している（袋地名の例としては、他に引地川の「地蔵袋」もある）。これらの自由蛇行の繰り返しは、後背湿地や河跡湖（三日月湖）を多く生み出し、「鵠沼」の地名のもととなったと考えられる。川袋の低湿地は明治時代に片瀬の地主の手で埋め立てられて水田化が図られ、さらに昭和初期、片瀬と鵠沼の双方から埋め立てられて宅地化が図られた。これらの埋め残しの部分は「蓮池」と総称されるいくつかの池沼が見られたが、現在は個人宅内のものを除くと2つだけが「桜小路公園」に遺されるのみとなった。両河川の沖積低地は、1960年代初頭まで水田が残っていたが、境川沿いの鵠沼東・鵠沼石上では藤沢市民会館、秩父宮記念体育館、南市民図書館、南消防署、神奈川県合同庁舎、保健所などの公共施設や大型店舗、集合住宅などが立地するようになった。一方、引地川沿いの水田地帯には太陽の家、八部（はっぺ）公園（鵠沼運動公園）、なぎさ荘などの公共施設が立地している。これら施設の周辺にはまとまった空間があるために、鵠沼地区の広域避難場所に指定されている。しかし、鵠沼地区内では最も浸水しやすい場所なのである。

#### 気候・植生
南部ほど顕著な海洋性気候が見られる。気温の変化は冬の冷え込みが弱く、年較差が相対的に小さい。降水量は初秋の秋霖・台風期にピークがあり、梅雨期がこれに次ぐ。風向は年間を通して季節風よりも海陸風の影響が顕著である。海風は時に飛砂や塩害をもたらす。その対策として海岸部にはクロマツやトベラなどの砂防林が設けられ、畑地では麦藁を挿して飛砂を防いだりマサキの垣根を設ける光景が現在も残っている。内陸の旧農村地域では、旧家に屋敷林が見られる。

### 土甘郷から鵠沼郷、そして鵠沼村へ
発祥は奈良時代、（烏森）皇大神宮を中心に高座郡土甘郷が置かれた頃である。平安時代末期には鎌倉景正により拓かれ、伊勢神宮に寄進された荘園大庭御厨（おおばのみくりや）の一部となり、鵠沼郷と呼ばれるようになった。
江戸時代には旗本布施家と大橋家（2代のみ）の領地と幕府領に分かれ、湘南海岸一帯に幕府の相州炮術調練場（鉄炮場）が開かれ、鵠沼村には「角打ち」という近距離射撃の訓練場が置かれた。東海道藤沢宿に隣接するため、助郷村でもあった。
江戸末期までは周辺地区と同様に農漁村であった。農業は畑作を中心とする自給的なもので、若干の水田も見られた。鉄道開通期には、特産品としてハマボウフウやショウロを駅頭で売る光景も見られたという。漁業はもっぱら地引き網で、イワシ漁が中心であった。これは干鰯（ほしか=魚肥）として販売された。このため海浜部の旧地名を「鰯干場（やしば）」と呼んだ。明治末期から大正の最盛期には網元も9軒を算えたが、現在は1統が残るのみである。
南東部の旧鉄炮場の広大な砂原は、1887年（明治20年）の鉄道東海道本線開通前後から海水浴場や日本で最初の計画別荘地として開発が始まった。1902年（明治35年）に江ノ電が開通し、沿線は別荘地として急速に発展する。
一方、旧来の農村部では従来の自給的農業から水はけの良い海岸平野の特性を生かした園芸農業への転換が見られた。特産物としてはモモとサツマイモが代表的である。北東部の石上には製糸業の工場も操業したが、養蚕は相模野台地ほどは盛んだったといえない。モモ栽培は花の時期に近郷近在から花見客が訪れるなど「湘南の桃源郷」と呼ばれるほどだったが、太平洋戦争が始まると奢侈品だということで伐採が命じられて姿を消した。現金収入を得たためか、鵠沼の鎮守である皇大神宮の例祭に9つの氏子集落が人形山車を巡行する風習が明治中期から始まり、今日まで続いている。神明宮の風流山車を神奈川県は「かながわの民俗芸能50選」に指定し、藤沢市は有形民俗文化財に指定している。

### 鵠沼海岸別荘地
鵠沼地区南東部の相州炮術調練場（鉄炮場）跡地は、ほとんど不毛の砂原であったが、明治中期に約25万坪といわれる広大な土地を入手したのが大給松平家の府内藩主の末裔、大給近道子爵である。宮内省に勤めていた彼は、この土地を御用邸用地に考えていたとも伝えられる。御用邸用地が葉山に決定すると、大給家の差配人木下兄弟と旅館東屋の創業者伊東将行は、この砂原に1町（約100m）間隔の道路を敷設して土地を区切るとともにクロマツを植栽し、別荘地として売り出した。これだけまとまった計画的別荘分譲地の開発は、日本でも初めての例である。

### 大正文化と旅館東屋
鵠沼海岸海水浴場開設をきっかけに、海岸部に「鵠沼館」、「對江館」（待潮館ともいい、後に「中屋」となる）、「東屋（東家、あづまやとも）」という3軒の旅館が建った。その中でもとりわけ有名なのが東屋である。東屋は、鵠沼海岸別荘地を開拓した伊東将行が1897年（明治30年）頃開業した旅館で、斎藤緑雨、谷崎潤一郎、志賀直哉、武者小路実篤、徳冨蘆花、与謝野鉄幹・与謝野晶子、岸田劉生、芥川龍之介といった、明治から昭和の文人墨客が寓居・逗留し、執筆活動をした旅館である。彼らは当時の作品中に折々の鵠沼風物を描写し、それが「鵠沼風」と呼ばれて大きな評判を得た。「旅館東屋」は、そうした文化人の社交施設の役割を果たした。
日本画家でわが国初のフレスコ壁画を描いた長谷川路可は、東屋二代目女将たかの一人息子である。
東屋は1923年（大正12年）9月1日の関東大震災で倒壊し、翌年再建されたが、1939年（昭和14年）に旅館業を廃業した。現在、東屋跡地の一画に佐江衆一の筆になる「文人の逗留した 東屋の跡」という石碑が建てられている。
戦後になって1950年（昭和25年）から1995年（平成7年）末まで、伊東将行の孫で養子の伊東将治が旅館東屋跡から西方、鵠沼ホテル跡地に割烹料亭「東家」を開いていたので、旅館東屋と混同されることが多い。
1907年（明治40年）10月、志賀直哉と武者小路実篤は東屋において文芸誌「白樺」の発刊を相談した。後に武者小路実篤は短期間貸別荘を借りて生活し、同人の小泉鐵は鵠沼に借家して白樺の編集に携わる。すなわち鵠沼は白樺派揺籃の地といえるのである。
フュウザン会解散後、草土社を立ち上げた画家岸田劉生は、1917年（大正6年）鵠沼に借家して、その最盛期を暮らした。彼の代表作として知られる「麗子像」は、そのほとんどが鵠沼時代に描かれたものである。草土社に属する椿貞雄や横堀角次郎ら若手画家たちも劉生を慕って鵠沼での借家生活を始めたし、中川一政のように劉生宅の食客になるものもいた。彼らの多くは1922年に結成された春陽会にも加盟し、草土社消滅後も春陽会で活躍した。
江ノ電が開通した頃、鵠沼駅北方の砂丘一帯を所有し、豪邸を構えた高瀬家の離れに1911年（明治44年）秋から翌春にかけて滞在したのが、東京帝国大学文科大学哲学科在学中の和辻哲郎である。帝大文科大学の後輩で高瀬家の長男である高瀬弥一の薦めにより、鵠沼の静かな環境の中で卒業論文を仕上げるのが目的であった。論文を書き上げた和辻は、高瀬家の長女、照に求婚し、結婚する。1914年（大正3年）、和辻の先輩にあたる阿部次郎が高瀬家の離れに住むようになり、翌年は和辻哲郎夫妻が、さらにその翌年から安倍能成も別の離れに住んだ。彼らの鵠沼暮らしは1918年（大正7年）までであったが、時折「例の会」と称する牛鍋を囲んで談論する催しを、友人で夏目漱石門下の小宮豊隆や森田草平らを招いて開き、ここから「大正教養主義」と呼ばれる思潮が生まれた。
このようにして、文学の白樺派、美術の草土社、思潮の大正教養主義という大正デモクラシーの下での新しい自由な文化が鵠沼から発信された。その担い手はいずれも20代から30代前半の青年の集団であったこと、貸別荘などの貸家に住んだことが特色である。しかし彼らが鵠沼に永住することはなかった。

### 神奈川県による湘南海岸開発
1923年（大正12年）の関東大震災では相応の被害が出たが、より被害が深刻だった都内から政治家、官僚、企業家、高級将校等が続々と転居してくることにより、鵠沼は別荘地から高級住宅地へと変貌することになる。
震災からの復興は急ピッチで進められた。人力車の時代から自動車の時代への転換は、道路整備を要求するものであったが、この時期は公共投資による道路整備は鵠沼地区の外縁部のみで、中心部では私営の道路建設が行われたに過ぎなかった。そのため、旧別荘地の道路は未だに信号機が一つもなく、歩道もほとんど見られない。私営の道路建設の中で特筆すべきは高瀬弥一による鵠沼新道（橘通り－高瀬通り－熊倉通り）である。これにより鵠沼海岸から自動車で藤沢駅に出られるようになったことは、当時短期間鵠沼海岸に住んだ芥川龍之介の小説「歯車」 の冒頭に描かれている。高瀬弥一は、自宅の井戸水を江の島に送る「江之島水道」を建設した。これは後に県営湘南水道に買収される。
1929年（昭和4年）の小田急江ノ島線開通をきっかけに、別荘地と農村部の中間地帯には、耕地整理の名を借りた宅地開発が行われ、建て売り住宅の建設が進められた。この段階での住宅地は100坪以上の敷地を有し、現在も東京近郊の高級住宅地の一つとして有名である。
1930年代は神奈川県の手で湘南海岸の国際観光地化が図られた。折しも世界恐慌の時代と重なるが、失業対策事業という名目も加わってインフラストラクチャー整備が進められた。
主な事業としては、県営湘南水道、湘南遊歩道（鎌倉郡片瀬町-中郡大磯町 現国道134号）敷設、さらに引地川の河川改修と鵠沼堰の建設などである。鉄道省海の家開設、幻の東京オリンピックを見越した県営鵠沼プール（後に藤沢町に移管）の建設が加わった。
日中戦争が泥沼化し、日本が国際社会から孤立化すると、「国際観光地」としてのもくろみは画餅に帰したが、国内有数の海水浴場として、つかの間の賑わいを見せるようになった。しかし、東屋が廃業した1939年（昭和14年）ころから、次第に軍国主義の陰が覆うようになってくる。
皇紀2600年を国を挙げて祝った1940年（昭和15年）10月1日、藤沢町は市制を敷き、藤沢市となる。それから1年余、太平洋戦争に突入する。戦争が激化すると、疎開先に選ばれた鵠沼の人口は激増した。重爆撃機による空襲はほとんどなかったが、艦載機による機銃掃射は日常的になった。
戦後もしばらくは南東部の旧別荘地には松の翠が色濃く残り、北西部の農村地帯は村落共同体としての伝統が脈々と受け継がれていた。

### ベッドタウンと日帰りビーチリゾート
1960年代の高度経済成長期に入ると、農村部を分断して湘南新道（神奈川県道30号）・鵠沼新道（藤沢市道鵠沼海岸線）が相次いで開通し、畑地の乱開発による宅地化が進められた。鉄道沿線には工場が誘致され、公害問題が起こったりした。旧別荘地では相続税問題などから宅地の細分化が進み、かつて高級住宅地のシンボルだった松が急速に失われた。それに伴い、行き止まり道路が増え、踏切の拡幅も遅れたため、緊急車両が入れないなど災害の危険度は増した。周辺の広い道路に面する部分では、中層の集合住宅が建てられるようになった。鉄道の高速化も進められ、小田急の快速急行やJRの湘南新宿ラインの導入などにより、都心部まで50分台で到達できる通勤圏として、さらにベッドタウン化が進んだ。海岸部では湘南海岸公園の整備が進められた。
1990年代にはいると、津波対策のかさ上げが行われ、公園全体の再開発が行われた。
海岸周辺は年間を通じて多くの観光客・サーファーなどで賑わっており、国道134号沿いはサーフショップやレストランなど観光客目当ての店舗が集中している。現在鵠沼地区で営業するサーフショップは25軒を超え、全国最大の集中地区である。また、鵠沼海岸（現：片瀬西浜海水浴場）は日本におけるサーフィン、ビーチバレー発祥の地であり、スポーツカイト、ビーチアルティメット、ビーチフットボール、ビーチテニスの全国大会も鵠沼から始まった。

## 地域の特色
首都圏にありながら名勝江の島が至近に望める風光明媚な砂浜を抱き、クロマツの木が各所に生い茂る、総じて起伏の少ない平坦な地形である。
温暖な気候・風土から、海浜レジャー等の観光地として高い人気がある一方、住宅地としても、明治半ばからの別荘地開発に伴うインフラ整備や大正期以降の高級住宅地化によって、鵠沼地区の住環境は早い時期から成熟・安定しており、今日においても概ね高い水準を維持している。小田急江ノ島線と境川に囲まれた一帯には、県条例に基づいた「鵠沼風致地区」が指定され、建蔽率や建造物の高さ、色彩に至るまで厳しい規制が掛けられており、閑静な旧別荘地の風情が特に色濃く残されている。
現在の住民は高度経済成長期以降に、郊外住宅を求めて移住してきた世代とその二世・三世が多くを占めてきているが、多数の住宅地の中から鵠沼を選んだ理由として、この地域の住環境の良さを挙げる例がよく見受けられる。彼ら新住民もマスコミによって創作された湘南という漠然としたイメージより、「鵠沼地区に居住していること」そのものにアイデンティティーを持ち、自らの住環境の保全・美化向上に対する手間を惜しまない。
例えば、日本のサーフィン発祥地として鵠沼海岸が挙げられているが、地元のサーファー（ローカルサーファー）による日常的な海岸清掃活動も、そのような愛着や誇りに裏付けられた行動であるといえる。これは近郊の茅ヶ崎・鎌倉・逗子・葉山の各沿岸地域でも同様の傾向が見られる。
地域の道路は国道134号線・市道鵠沼海岸線（鵠沼新道）等の幹線道を除き、その多くが狭隘で複雑に入り組んでおり、地元住民も迷うほどで自動車の往来に支障を来たすこともしばしばである。ことに夏場の観光シーズンの休日ともなると生活道路にまで海水浴客の車が入り込み、交通マヒ状態になることもあるが、その「迷路」状態が幸いしてか、住宅地域の治安はその人口に比して良好ではある。公共交通機関については、地区をほぼ南北に結ぶ二本の私鉄や、豊富なバス路線網により通勤・通学の利便性は高い。

## 歴史
鵠沼地区の歴史は、小田急線付近を境に北西部の鵠沼神明・本鵠沼は約1100年の伝統を持つが、南西部の開発は東海道線の開通がきっかけで、110年ほどの歴史しかない。この2地域はあらゆる面で対照的な関係にある。

### 上古
- 縄文時代は縄文海進により、鵠沼を含む湘南砂丘地帯は浅い海底であった。従って鵠沼地区には縄文時代の遺跡はない。
- 弥生時代から古墳時代、海面が下がり北部から陸化が進んだ。鵠沼地区北部の横須賀遺跡・西宮越遺跡などから弥生土器や須恵器・土師器が出土しているが、まとまった集落遺跡や大規模な古墳は見つかっていない。
- 天平7年（735年）閏11月10日 - 相模国司、相模国封戸租交易帳を作成し中央政府に報告。鵠沼付近を表す土甘郷50戸が見られる。
- 大同3年（808年） - 現在の神明宮の位置に延喜式内社石楯尾（いわだてお）神社が創建された。石楯尾神社の場所は異説もある。
- 天長9年（832年） - 石楯尾神社鎮座地に皇大神宮が創立し、社殿が造立された。
- 醍醐天皇の頃 - 皇大神宮（藤沢市）は現在の鵠沼をさす相模国土甘郷の総社に列せられ、相模国土甘郷総社神明宮と称される。
- 長治元年（1104年） - 相模国の住人鎌倉景正（平景正、鎌倉権五郎）、高座郡の私領を開発、伊勢神宮に寄進を企画→大庭御厨（おおばのみくりや）
- 永久4年（1116年） - 大庭御厨、国司により正式に認められ、御厨の田畑の検注がなされる。
- 天養元年（1144年）9月 - 鎌倉にいた源義朝が大庭御厨に乱入。神人8人死傷、鵠沼郷の魚・大豆・小豆等を奪取と伊勢神宮の記録天養記に出てくる。これが鵠沼という地名の初出である。

### 中世
- 治承4年（1180年）10月6日 - 源頼朝が鎌倉に入って以来鵠沼は幕府の直轄となる。
- 治承4年10月23日 - 大庭景義が、大庭御厨の本領を源頼朝より安堵される。しかし、その子大庭景兼は和田合戦で和田一族に与して戦死したため、所領大庭御厨は幕府に没収された。鵠沼南部の「藤原遺跡」「八部（はっぺ）遺跡」からは鎌倉時代の遺物が出土していることから、「本村」と呼ばれる9集落は鎌倉時代までには完成していたと思われる。日本の政治の中心となった鎌倉の上方（かみがた）側に鵠沼郷は隣接した。だが、このあたりは「砥上ヶ原」と呼ばれる寂しい砂原で、その寂しさが歌人の心を惹いたためか西行、源実朝、鴨長明、冷泉為相らが砥上ヶ原を詠み込んでいる。
- 寛元3年（1245年） - 荒木源海（俗名:安藤駿河守隆光）、鵠沼に鵠沼山清光院万福寺（浄土真宗）を開基創建。
- 正慶2年/元弘3年（1333年）5月18日 - 鎌倉の戦い（元弘の乱）の新田義貞軍、経路の民家に放火しつつ鵠沼付近を通過。
- 室町時代 - 鎌倉に関東管領が置かれ、大庭御厨はその支配下に入った。
- 応永18年（1411年） - 上杉禅秀の乱。足利持氏・上杉憲基、鵠沼付近を通過して小田原に敗走。
関東管領の一族扇谷上杉家が大庭御厨を支配することになる。その家臣太田道灌が大庭の地に大庭城を修理築城したと伝えられる。
- 永正9年（1512年） - 上杉朝長の大庭城、北条早雲により落城。
- 永禄2年（1559年） - 鵠沼村、岩本太郎左衛門定次（北条家御馬廻役）の知行地となる。
- 永禄8年（1565年） - 金堀山空乗寺（浄土真宗高田派）、了受の開山、大橋武部卿龍慶の開基により創建（ただし、大橋龍慶＜旗本大橋重保の出家後の名＞はこの段階では誕生前）。

### 近世
- 天正18年（1590年） - 鵠沼村、徳川氏支配となる→幕領。
- 慶長6年（1601年）3月 - 鵠沼村の幕領の一部220石が譜代旗本（1500石鉄炮頭）布施孫兵衛重次知行地となる。残りは幕領。
- 元和3年（1617年） - 鵠沼村（300石）・大庭折戸村他の幕領分500石、旗本大橋長左衛門重保（幕府右筆）知行地となる。同年、密厳山遍照院普門寺（真言宗）、元朝阿闍梨が本尊不動明王を勧請し、現在地に再開基（中世末期に平塚に創建された） 。
- 慶安2年（1649年）- 地頭大橋重政、采地（石上付近）のうち9石余を空乗寺に寄進し、将軍家光より御朱印を賜る。
- 承応4年/明暦元年（1655年） - 布施氏知行地に鵠沼新田完成。
- 寛文12年（1672年） - 鵠沼村の旗本大橋氏知行分が重政死亡により上知、幕領（代官成瀬五左衛門重治）となる。
- 元禄7年（1694年） - 鵠沼村他43か村、藤沢宿の助郷村に確定する。
- 享保13年（1728年） - 幕府鉄炮方=井上左太夫貞高、享保の改革の一環として湘南砂丘地帯に相州炮術調練場（鉄炮場）を設置する。鵠沼村には角打（近距離射撃）打小屋が置かれた。
- 安政5年（1858年） - 鵠沼村、細川越中守（熊本藩）預り地となる。
- 安政6年（1859年） - 鵠沼村、幕領（代官所管）に復する。

### 近代
- 慶応4年（1868年）6月29日 - 高座郡諸村、韮山県の管轄下におかれる（県知事:江川太郎左衛門英武）。
- 1868年9月21日（11月5日） - 神奈川府を神奈川県と改称（県知事:井関盛艮）。韮山県の管轄下の高座郡諸村、神奈川県管轄下に置かれる。
- 明治4年（1871年）12月 - 東海道各宿の助郷が廃止される。
- 明治5年（1872年） - 鵠沼学舎（→鵠沼小学校）、鵠沼普門寺脇の寺の物置を校舎に開設。
- 1873年（明治6年）5月1日 - 区・番組制施行、鵠沼村は第17大区・第2小区となる。小字・番地の制定。
- 1874年（明治7年）7月6日 - 区番組制を改め大小区制を実施する。鵠沼村は第18大区第2小区。区長、戸長等は区番組制下と同一人。
- 1878年（明治11年）12月 - 神奈川県、大小区制廃止→高座郡鵠沼村となる。
- 1886年（明治19年）7月18日 - 「鵠沼海岸海水浴場」が開設される。1895年までの間に海岸部に「鵠沼館」、「對江館（待潮館とも、後に中屋）」、「東屋（東家とも）」の3軒の旅館が開業した。
- 1887年（明治20年）7月11日 - 東海道本線の横浜 - 国府津間が開通。藤沢停車場が開設される。これを機に鵠沼村南東部の旧鉄炮場の砂原（大給子爵家所有地）に日本で最初の計画別荘地としての開発が始まった。
- 1889年（明治22年）4月1日 - 市制町村制施行、鵠沼村は連合組織から分れ1村で独立、役場を字中井に置く。
- 1902年（明治35年）9月1日 - 江之島電氣鐵道の藤沢駅から片瀬駅（現：江ノ島駅）が開業。鵠沼村内に石上、川袋、藤ヶ谷、鵠沼各停留所が開設される。沿線は別荘地として急速に発展する。
- 1903年（明治36年） - 下鰯の細川家別邸内に慈教庵（本真寺の前身）建立。開山は颯田本眞尼（1845-1928）
- 1908年（明治41年）4月1日 - 「藤沢大坂町」・「鵠沼村」・「明治村」が合併して「高座郡藤沢町」が誕生する。
- 1913年（大正2年） - 神田淡路町大給子爵邸の三七稲荷を東屋主人伊東将行らが鵠沼に移築、賀来神社となる。
- 1921年（大正10年）4月20日 - 県立湘南中学校（→神奈川県立湘南高等学校）開校。
- 1923年（大正12年）9月1日 - 関東大震災（震源:相模湾東部、M=7.9） 藤沢町被害 家屋3200戸 死者104名 重傷者216名
- 1925年（大正14年）5月 - 高瀬弥一らによる鵠沼新道（橘通り・高瀬通り・熊倉通り）開通
- 1929年（昭和4年）4月1日 - 小田急江ノ島線が開通。本鵠沼駅、鵠沼海岸駅開業。別荘地と農村部の中間地帯には、耕地整理の名を借りた宅地開発が行われ、建て売り住宅の建設が進められた。
- 1931年（昭和6年）7月27日 - 藤沢町の働きかけで鵠沼海水浴場に「鉄道省海の家」が開かれた。藤沢駅と海の家を結ぶバス路線も開通した。
- 1933年（昭和8年）3月12日 - 日本メソヂスト藤沢補助教会（現日本基督教団藤沢教会）、新会堂建設・献堂式。陣屋小路から鵠沼へ移転。
- 1933年4月2日 - 私立湘南学園開校。初代園長＝小原國芳。
- 1933年7月 - 東屋の西方に洋風の「鵠沼ホテル」が開業した。与謝野晶子宿泊の記録がある。
- 1933年11月14日 - 藤沢高等小学校（現「藤沢市立第一中学校）開校
- 1934年（昭和9年）2月 - 引地川改修事業完成。『紀功碑』、鵠沼海岸2-17地先引地川河畔に造立。
- 1935年（昭和10年）7月27日 - 湘南遊歩道（湘南大橋を除く区間）開通。「渚橋」「鵠沼橋」落成、渡り初め。
- 1936年（昭和11年） - 松竹大船撮影所開設以来鵠沼にも多くの映画人が居住し、1950年代にかけて「松竹大船調」映画の舞台にもなった。
- 1938年（昭和13年）7月 - 県立鵠沼プール開場、藤沢町に管理を委託。
- 1940年（昭和15年）10月1日 - 藤沢町に市制が敷かれ「藤沢市」となる。
- 1943年（昭和18年）5月12日 - 鵠沼伏見稲荷神社、京都市伏見区の伏見稲荷大社の分霊を勧請して創立（宮司：高山昇）。

### 現代
- 1946年（昭和21年）8月10日 - 藤沢市立鵠洋国民学校（→藤沢市立鵠洋小学校）竣工式ならびに開校式
- 1947年（昭和22年）4月1日 - 「鎌倉郡片瀬町」が藤沢市に合併
- 1947年5月5日 - 新制の藤沢市立第一中学校（旧藤高国民学校）、藤沢市立鵠沼中学校（鵠沼小学校の一部を借りて）発足。
- 1948年（昭和23年）4月1日 - 県立湘南中学校、新制高等学校神奈川県立湘南高等学校として再発足。同日湘南学園新制中学発足。
- 1950年（昭和25年）4月15日 - 湘南学園高等学校発足。
- 1957年（昭和32年）1月19日 - 藤嶺学園女子高等学校（→鵠沼女子高等学校→鵠沼高等学校）商業実践室完成→遊行寺境内より鵠沼に移転
- 1959年（昭和34年）2月14日 - 鵠沼公民館落成（地元町内会が土地を無償提供し、藤沢市が建築した）
- 1960年（昭和35年）7月13日 - 県立湘南海岸公園完成
- 1961年（昭和36年）5月29日 - 神奈川県道30号戸塚茅ヶ崎線（湘南新道）竣工
- 1963年（昭和38年） - 藤沢市道鵠沼海岸線（鵠沼新道）開通
- 1964年（昭和39年）4月28日 - 藤沢警察署が現在地（本鵠沼四丁目1-8）に移転。
- 1964年8月1日 - 鵠沼の一部（鵠沼海岸一丁目－四丁目・鵠沼松が岡一丁目－五丁目）で住居表示を実施。
- 1965年（昭和40年）1月1日 - 鵠沼の一部（鵠沼藤が谷一丁目－四丁目・鵠沼桜が一丁目－四丁目）で住居表示を実施。片瀬地区との境界線変更。
- 1965年10月1日 - 鵠沼の一部（鵠沼神明一丁目－五丁目・本鵠沼一丁目－五丁目・鵠沼海岸五丁目－七丁目）で住居表示を実施。
- 1968年（昭和43年）9月25日 - 藤沢市民会館開館。
- 1969年（昭和44年）3月 - 引地川国道134号「鵠沼橋」の下流側に並行して「みどり橋」（自転車橋）が完成。茅ヶ崎市柳島までの湘南海岸・砂浜のみちが全通する。
- 1970年（昭和45年）4月1日 - 藤沢市立鵠南小学校開校
- 1982年（昭和57年）8月29日 - 鵠沼の一部（鵠沼東・鵠沼石上一丁目－三丁目・鵠沼花沢町・鵠沼橘一丁目－二丁目）で住居表示を実施。
- 2003年（平成15年）5月15日 - 鵠沼市民センター、鵠沼公民館を増設して開設
  - 藤沢市が「桜小路公園等の敷地の用途に使用し、その他の用途には使用しない」と借地契約書に明記し、1億数千万円の市税を費やして借りていた土地の借地権を、藤沢市役所が市民や藤沢市議会に断りもなく鵠沼女子高等学校に譲渡し、第一蓮池の一部が、鵠沼女子高等学校（現・鵠沼高等学校）の校有地化され朝日新聞・神奈川新聞・TBSテレビ番組『噂の!東京マガジン』にも取り上げられ反対運動があったが埋め立てられてしまった。
- 2003年12月1日 - 鵠沼市民センター内に市内初の公設民営展示施設「鵠沼郷土資料展示室」オープン
- 2008年（平成20年）2月1日 - 昭和初期に建てられた旧後藤医院鵠沼分院の建物を一部改修し、鵠沼橘市民の家として活用
- 2010年（平成22年）
  - 9月10日 - 旧後藤医院鵠沼分院、国の登録有形文化財（建造物）に登録
  - 11月1日 - 神奈川県は鵠沼石上1丁目および鵠沼橘1丁目を暴力団排除特別強化地域に指定[6]。

## 地名
1908年（明治41年）、旧鵠沼村は、藤沢大坂町・明治村と合併して高座郡藤沢町となり「藤沢町鵠沼」と総称された。
鵠沼地区の公的な地名には3つの成立段階がある。

### 伝統的な旧集落名
現在でも町内会名などに残る。
- 神明宮氏子集落、8月17日の祭礼に集落ごとの人形山車を出す

宮ノ前、上村（かむら）、清水、宿庭（しゅくにわ）、苅田、大東、仲東（中東）、原、堀川
- 石上神社（現在は諏訪神社）氏子集落

石上（旧くは砥上と書いた）
- 新田宮の氏子集落（江戸時代中期に開闢の鵠沼新田に関わる集落）

新田（しんでん）、納屋（なんや）
- 八坂神社（羽鳥）氏子集落

車田、引地
- 集落名以外の明治以前からの地名（現在はほぼ消滅）

砥上ヶ原、地蔵袋、鰯干場（やしば）、奈須野ヶ原、一本松、六本松、茂兵衛台（もえんだ）、新田山、紋十郎河岸

### 1873年（明治6年）制定の小字
- 現在はバス停や公園名などに残る。特段記載なければ大字鵠沼である。
砥上（いしがみ）、内田、大源太（おおげんた、大字片瀬）、奥田、上鰯（かみいわし）、上岡、上藤ヶ谷、川袋、桜小路（大字片瀬）、下ノ沢（したのさわ）、下鰯（しもいわし）、下岡、下藤ヶ谷、高根、大道東（大字藤沢）、中井、中岡、中横須賀（大字藤沢）、長塚、中藤ヶ谷、西宮越、八部（はっぺ）、花立、原、東花立、東原、東横須賀（大字藤沢）、引地、藤原、堀南、南宮越、柳原、横須賀
- 戦前は鵠沼西海岸・鵠沼東海岸・鵠沼南海岸という区分もあり、『鵠沼西海岸』は阿部昭の小説名になった。
- 別荘地・住宅開発により生まれ、現在も慣行的に用いられることのある地名
大曲、松島苑、宮崎町、小川町、百両山

### 戦後行われた住居表示改訂によって制定された現行地名
- 1964年（昭和39年）8月1日制定の新住居表示
  - 鵠沼松が岡一丁目 - 五丁目
  - 鵠沼海岸一丁目 - 四丁目
- 1965年（昭和40年）1月1日制定の新住居表示
  - 鵠沼桜が岡一丁目 - 四丁目
  - 鵠沼藤が谷一丁目 - 四丁目
- 1965年10月1日制定の新住居表示
  - 鵠沼海岸五丁目 - 七丁目
  - 鵠沼神明一丁目 - 五丁目
  - 本鵠沼一丁目 - 五丁目
- 1982年（昭和57年）8月29日制定の新住居表示
  - 鵠沼石上一丁目 - 三丁目
  - 鵠沼橘一丁目 - 二丁目
  - 鵠沼花沢町
  - 鵠沼東
- 新住居表示が確定していない地区
  - 鵠沼

### 地名の由来
鵠沼には湿地が多くあり、鵠（くぐい）とは白鳥の古名で白鳥が飛来したからだといわれている。が、白鳥が降り立った沼があったか確証はない。『新編相模国風土記稿』では久久比奴末と読みが付けられている。

## 世帯数と人口
2023年（令和5年）9月1日現在（藤沢市発表）の世帯数と人口は以下の通りである。
| 大字 | 世帯数  | 人口  |
| ---- | ------- | ----- |
| 鵠沼 | 223世帯 | 593人 |

### 人口の変遷
国勢調査による人口の推移。
| 年                 | 人口 |
| ------------------ | ---- |
| 1995年（平成7年）  | 499  |
| 2000年（平成12年） | 538  |
| 2005年（平成17年） | 517  |
| 2010年（平成22年） | 617  |
| 2015年（平成27年） | 597  |
| 2020年（令和2年）  | 605  |

### 世帯数の変遷
国勢調査による世帯数の推移。
| 年                 | 世帯数 |
| ------------------ | ------ |
| 1995年（平成7年）  | 168    |
| 2000年（平成12年） | 179    |
| 2005年（平成17年） | 161    |
| 2010年（平成22年） | 216    |
| 2015年（平成27年） | 208    |
| 2020年（令和2年）  | 224    |

## 学区
市立小・中学校に通う場合、学区は以下の通りとなる（2015年6月時点）。
| 番地       | 小学校             | 中学校             |
| ---------- | ------------------ | ------------------ |
| 1556〜1750 | 藤沢市立本町小学校 | 藤沢市立第一中学校 |
| 2276       | 藤沢市立新林小学校 | 藤沢市立鵠沼中学校 |

## 事業所
2021年（令和3年）現在の経済センサス調査による事業所数と従業員数は以下の通りである。
| 大字 | 事業所数 | 従業員数 |
| ---- | -------- | -------- |
| 鵠沼 | 9事業所  | 328人    |

### 事業者数の変遷
経済センサスによる事業所数の推移。
| 年                 | 事業者数 |
| ------------------ | -------- |
| 2016年（平成28年） | 12       |
| 2021年（令和3年）  | 9        |

### 従業員数の変遷
経済センサスによる従業員数の推移。
| 年                 | 従業員数 |
| ------------------ | -------- |
| 2016年（平成28年） | 203      |
| 2021年（令和3年）  | 328      |

## 施設
- 駅

- 藤沢駅
  - 東日本旅客鉄道
  - 小田急電鉄
  - 江ノ島電鉄

- 小田急電鉄
  - 本鵠沼駅
  - 鵠沼海岸駅

- 江ノ電電鉄
  - 石上駅
  - 柳小路駅
  - 鵠沼駅

- バス
  - 江ノ電バス藤沢営業所
- 行政施設
  - 国
    - 藤沢公証役場

  - 神奈川県
    - 藤沢合同庁舎（藤沢県税事務所・藤沢土木事務所・湘南三浦教育事務所）
    - 企業庁水道局藤沢営業所
    - 藤沢警察署
      - 石上交番
      - 鵠沼海岸駅前交番
      - 本鵠沼交番

  - 藤沢市行政施設
    - 鵠沼市民センター（鵠沼公民館併設）

  - 藤沢市医療・福祉・健康施設
    - 藤沢市保健所・南保健センター・こども発達相談室・県ナースセンター藤沢支所
    - 藤沢市口腔保健センター
    - 老人福祉センター「湘南なぎさ荘」
    - 生きがい福祉センター
    - 太陽の家

  - 藤沢市教育委員会
    - 藤沢市民会館
    - 秩父宮記念体育館
    - 鵠沼公民館（鵠沼市民センター併設）
    - 藤沢南市民図書館
    - 鵠沼市民図書室（鵠沼公民館内）
    - 藤沢市学習文化センター
- 消防施設
  - 藤沢市南消防署
    - 藤沢市南消防署鵠沼出張所
    - 藤沢市南消防署苅田出張所

  - 消防団
    - 藤沢市消防団第四分団（鵠沼市民センターに隣接）
    - 藤沢市消防団第五分団（藤沢市南消防署苅田出張所に併設）
    - 藤沢市消防団第七分団（所在地は地区外だが、団員・管轄地域は鵠沼北東部が中心）
- 郵便施設
  - 鵠沼駅前郵便局
  - 藤沢橘通郵便局
  - 鵠沼海岸郵便局
  - 鵠沼桜が岡郵便局
- 公立保育・集会施設
  - 保育園
    - 市立藤沢保育園・藤沢子育て支援センター
    - 市立鵠沼保育園
    - 市立浜見保育園

  - 地域子供の家
    - 鵠沼子供の家（鵠っ子とりで）
    - 鵠南子供の家（ひょっこり鵠南島）
    - 鵠洋児童館（わんぱくワールド）

  - 市民の家
    - 本鵠沼市民の家
    - 鵠南市民の家
    - 鵠沼藤が谷市民の家
    - 鵠沼橘市民の家

  - 財団法人藤沢市青少年協会が運営する児童クラブ（学童保育）
    - どろんこクラブ（鵠洋児童館内）
    - はすいけクラブ
    - よつばクラブ
    - ぽてんこクラブ（鵠沼小学校内）

  - 財団法人藤沢市青少年協会が事業委託する児童クラブ（学童保育）
    - 神明しいのみクラブ（社会福祉法人 湘南児童福祉会）
- 私立保育園
  - 神明保育園
  - 二葉保育園
  - 保育園キディ
- 学校教育施設
  - 公立小学校
    - 藤沢市立鵠沼小学校
    - 藤沢市立鵠洋小学校
    - 藤沢市立鵠南小学校
    - これ以外に藤沢市立新林小学校・藤沢市立本町小学校・藤沢市立大道小学校も鵠沼地区内に学区を持つ

  - 公立中学校
    - 藤沢市立鵠沼中学校
    - 藤沢市立第一中学校（所在地は鵠沼だが、鵠沼地区以外から通学する生徒が多い）
    - 藤沢市立湘洋中学校（所在地は辻堂だが、鵠沼地区から通学する生徒の方が多い）

  - 公立高等学校
    - 神奈川県立湘南高等学校

  - 私立幼稚園
    - 鵠沼幼稚園
    - 鵠沼めぐみルーテル幼稚園
    - 湘南学園幼稚園
    - 聖マルコ幼稚園
    - 富士幼稚園
    - みくに幼稚園
    - もみじ幼稚園

  - 無認可幼児教育施設
    - スズキメソード幼児学園

  - 私立小学校
    - 湘南学園小学校

  - 私立中学校
    - 湘南学園中学校

  - 私立高等学校
    - 鵠沼高等学校
    - 湘南学園高等学校
    - YMCA高等学院
- 主な公園
  - 県立公園
    - 湘南海岸公園

  - 市立公園
    - 八部公園（鵠沼運動公園）藤沢市八部野球場、温水プール、テニスコート、体育館などを備える)
    - 鵠沼海浜公園（鵠沼海浜公園スケートパーク、駐車場がある）

この他に鵠沼市民センターが管理する住区基幹公園（蓮池公園、桜小路公園：第二蓮池公園など）が30か所ある
- 主な観光施設
  - 片瀬西浜海水浴場
- 医療施設
  - 病院
    - クローバーホスピタル
- 宗教施設
  - 主な神社
    - 皇大神宮（神明宮・烏森神社）
    - 賀来神社
    - 鵠沼伏見稲荷神社

  - 主な仏教寺院
    - 鵠沼山清光院万福寺（真宗大谷派）
    - 金堀山空乗寺（真宗高田派）
    - 密厳山遍照院普門寺（真言宗）
    - 善光山天龍院法照寺（浄土宗）
    - 夢想山本真寺（浄土宗）
    - 無量壽院法圓寺（浄土宗）
    - 晴明庵（法華宗（本門流））

  - 主なキリスト教会
    - 日本基督教団藤沢教会
    - 鵠沼めぐみルーテル教会
    - 藤沢聖マルコ教会（日本聖公会横浜教区）
    - 藤沢教会（カトリック横浜司教区）
    - 藤沢バプテスト教会（日本バプテスト連盟）
    - 鵠沼教会（日本ホーリネス教団）
    - 湘南教会（単立）
    - アメージンググレースチャーチ

  - その他の主な宗教施設
    - 天理教 上之町分教会
    - 天理教 神奈川台分教会
    - 天理教 上湘南分教会

## 文化財・名数など
- 指定・登録文化財
  - 大橋重政の墓（鵠沼神明3-3-21 空乗寺）市指定 史跡 1965年
  - 皇大神宮人形山車9台（鵠沼皇大神宮人形山車連合保存会）市指定 有形民俗文化財1988年
  - 湯立神楽 市指定  無形民俗文化財 1996年
  - 旧近藤邸（1981年辻堂より鵠沼東に移築[18]） 国の登録有形文化財（建造物）2002年
  - 田島博（比呂子） 重要無形文化財「友禅」保持者（人間国宝）は鵠沼在住。
  - 旧後藤医院藤沢分院 国の登録有形文化財（建造物）2010年

- 藤沢市名誉市民
  - 加藤東一（日本画家）1997年
  - 田島博（比呂子）（友禅作家）1999年
  - 岡崎洋（前神奈川県知事）2003年
  - 葉山峻（元藤沢市長）2004年
  - 山本捷雄（元藤沢市長）2010年
- 名数
  - 皇大神宮の風流山車 かながわの民俗芸能50選 神奈川県教育委員会 1977年
  - 烏森神社のまつり かながわまつり50選 県商工労働部商業観光流通課 1982年
  - 鵠沼松が岡界隈 かながわのまちなみ100選 神奈川県都市整備公園課 1986年
  - 鵠沼行 志賀直哉 かながわの文学100選 1987年
  - 子供部屋 阿部昭 かながわの文学100選 1987年
  - 引地川 ふるさとの川モデル事業 建設省 1987年
  - 湘南海岸 新日本観光地百選 読売新聞 1987年
  - 湘南海岸 日本の白砂青松100選 日本の松の緑を守る会 1987年
  - 引地川の川べり遊歩道 手づくり郷土賞やすらぎとうるおいのある歩道30選 建設省1988年
  - 旧近藤邸 かながわの建築物100選 神奈川県県土整備部建築指導課 1989年
  - 湘南海岸のマツ林 かながわの美林50選 神奈川県環境農政部森林課 1989年
  - 湘南海岸公園　かながわの公園50選　神奈川県都市整備公園課　1994年
  - 鵠沼、金木犀の住宅街 かおり風景100選 環境省 2001年
  - 江ノ電 かながわ未来遺産100 神奈川県・神奈川新聞社 2001年
  - 県立湘南海岸公園 関東の富士見百景  国土交通省 関東地方整備局 2005年
  - 湘南の生しらす かながわの名産100選 2006年
- 鵠沼の名がついた生物（鵠沼の特産というわけではない）
  - ホウネンエビ(学名:Branchinella kugenumaensis(ISHIKAWA)) 発見・命名：石川千代松（1892年発見・命名された。1960年代、水田の消滅とともに鵠沼では絶滅したと思われる。藤沢市内には現在も生息が確認されている。）中国ではこの学名から「鵠沼枝額蟲」とも呼ばれている。
  - クゲヌマラン（学名:Cephalanthera erecta var.shizuoi） 発見:服部静夫・命名: 前川文夫（1936年発見・命名された。一時絶滅したと考えられていたが、1983年辻堂で再発見され、現在鵠沼にも自生が確認されている。）

## 居住した主な著名人

### 皇族・政治・司法・軍人
- 上皇后美智子 - 幼少時鵠沼に疎開
- 秩父宮雍仁親王 - 1952 - 1953。鵠沼の別邸で薨去
- 安倍能成 - 哲学 教育者・評論家・文部大臣 学習院総長。1916 - 1918。晩年鵠沼海岸に別荘を構える
- 岡崎洋 - 元神奈川県知事。藤沢市名誉市民
- 杉原千畝 - 外交官・後半生は貿易商など。1945 - 1977。西鎌倉へ転居
- 田中二郎 - 行政法学。東大教授・最高裁判事。1973 - 1982。鵠沼で没
- 柴田政雄 - TKC監査役、弁護士
- 蜂須賀茂韶 - 侯爵、旧徳島藩主
- 葉山峻 - 元藤沢市市長、元衆議院議員（民主党）、藤沢市名誉市民
- 河田烈 - 第2次近衛内閣大蔵大臣、大成火災海上社長、横浜造船社長
- 松嶋喜作 - 参議院議員。元富士航空（日本航空の前身）社長
- 久松定謨 - 伯爵、陸軍中将
- 広田弘毅 - 外交官・外相・首相。1930 - 1945に別邸を持つ。
- 森島守人 - ニューヨーク総領事、ポルトガル公使、衆議院議員
- 小笠原清忠 - 弓馬術礼法小笠原教場三十一世宗家。鵠沼海岸在住。

### 学術
- 阿部次郎 - 美学・哲学。評論家・東北帝大教授。1914 - 1915
- 天野芳太郎 - 考古学。天野博物館（ペルー リマ）創設者。1943 - 1950。捕虜交換船で強制帰国
- 宇野弘蔵 - マルクス経済学。1949 - 1977。鵠沼で没
- 宇野哲人 - 東洋思想史。東京帝国大学教授。1930 - 1974。鵠沼で没
- 江口朴郎 - 国際政治史。東京大学教授。1923 - 1941/1947 - 1989。鵠沼で没。墓所は鵠沼万福寺
- 大類伸 - 歴史学。東北大→日本女子大。1944 - 1975。鵠沼で没
- 金杉英五郎 - 医学。東京慈恵会医大学長、貴族院議員 大正期、別荘を構える
- 葛巻義敏 - 小説家・文学研究家。1968 - 1985。鵠沼で没。芥川龍之介の甥
- 相良守次 - 心理学。東京大学教授。1951 - 1986。鵠沼で没。相良守峯の実弟
- 杉敏介 - 国文学。第一高等学校校長。1925 - 1929。教え子高瀬弥一の分譲地に住み、交流
- 辻直四郎 - インド学者・東京大学教授。1943 - 1979。鵠沼で没
- 新関良三 - ドイツ文学、演劇史。1955 - 1979。鵠沼で没
- 野呂栄太郎 - マルクス経済学。1927 - 1932。結核療養
- 林達夫 - 思想評論家・翻訳家・編集者。1922 - 1984。鵠沼で没
- 林巳奈夫 - 東洋考古学。京都大学教授。1925年林達夫の長男として鵠沼で生まれ、京都に住んだが、定年退官後鵠沼に戻り、2006年没
- 土方定一 - 美術評論家。1966 - 1976
- 逸見重雄 - マルクス経済学。法政大学教授。1951 - 1975。鵠沼で没
- 松岡静雄 - 海軍軍人。言語学・民族学。1922 - 1936。鵠沼で没。柳田國男の実弟
- 村川堅固 - 西洋史。東京帝国大教授。戦前、別荘を構える
- 村川堅太郎 - 西洋史。東京大学教授。1937 - 1952。村川堅固の長男
- 室伏高信 - 編集者。1926 - 戦後（明細地図に記載あり）詳細不明
- 森銑三 - 歴史学者。1945 - 1985。鵠沼で没。墓所は鵠沼万福寺（分骨）
- 山川均・山川菊栄 - 経済学・女性問題。1916 - 1921。鵠沼海岸に居住。鎌倉材木座に転居
- 和辻哲郎 - 倫理学 東洋→京都帝国→東京大 1911 - 1918
- 井崎嘉代 - 武蔵野音大教授・声楽家　1909－2004
- 圭室諦成 - 歴史学者
- 葛巻義敏 - 評論家
- 反町茂雄 - 書誌学者
- 加藤仁平 - 教育史家
- 藤間嘉雄 - 法政二高校長。葉山峻藤沢市長・衆院議員の義父
- 喜安璡太郎 - 言語学者
- 綿貫勇彦 - 地理学者。駒澤大学教授
- 大久保洋海 - 仏文学者。慶應義塾大学教授
- 五島雄一郎 - 医学博士。慶應義塾大学教授、東海大学名誉教授
- 服部静夫 - 植物学者
- 寺田寅彦 - 物理学者、随筆家、東京帝国大学教授
- Theodor Sternberg - 教育者。東京帝國大學法科大學独逸法教師
- 田中隆尚 - 言語学者
- 林達夫 - 評論家
- 有賀密夫 - 地理学者
- 木村正中 - 国文学者。学習院大学教授。明治大学教授

### 文芸
- 芥川耿子 - エッセイスト、児童文学者、詩人。鵠沼で生まれる。1945 - 1949。芥川比呂志の子。芥川龍之介の孫
- 芥川龍之介 - 小説家 1926 - 1927
- 芥川文 - 龍之介夫人。1926／1944 - 1949 疎開
- 阿部昭 - 小説家 1941 - 1971 辻堂東海岸で没。墓所は鵠沼本真寺
- 今井達夫 - 小説家 1912 - 1920、1942 - 1945、1947 - 1978、鵠沼で没。墓所は眞徳寺
- 江口渙 - 小説家、児童文学者、歌人、評論家 1921 - 1921
- 鹿地亘 - 小説家、評論家 1946 - 1951 1951年11月25日鹿地事件
- 川口松太郎 - 小説家 1960年別荘を構え、仕事場とする
- 邦枝完二 - 小説家 1944 - 1956、鵠沼で没
- 斎藤緑雨 - 小説家 明治期、東屋に長期滞在。東屋の女中と結婚し小田原に住む
- 子母澤寛 - 小説家 1945 - 1968 鵠沼で没
- 高橋俊人 - 歌人、郷土史研究 1943 - 不詳 三重県より転居、市内川名で没
- 高橋元吉 - 詩人 1963 - 1965 病気療養、鵠沼で没
- 立原正秋 - 小説家 1969 - 1970
- 田中澄江 - 劇作家・小説家・随筆家 田中千禾夫の妻 1934 - 1944
- 田中千禾夫 - 劇作家 田中澄江の夫 1934 - 1944
- 茅野雅子 - 歌人 1921 - 1921
- 内藤千代子 - 小説家 1896 - 1925 鵠沼で没 墓所は鵠沼万福寺
- 中村武羅夫 - 小説家 1919 - 1929
- 南條範夫 - 小説家、大学教授 1954 - 1957
- 日夏耿之介 - 詩人、評論家、英文学者 1932 - 1933
- 福永武彦 - 小説家、詩人、評論家、大学教授 1943 - 1944
- 武者小路実篤 - 小説家、劇作家 1915 - 1915
- 村上春樹 - 小説家 1984 - 1985
- 伊藤海彦 - 詩人
- 日吉早苗 - 小説家
- 小泉鉄 - 小説家
- 浜田知章 - 詩人
- 木原孝一 - 詩人
- 宮内寒彌 - 小説家。平林たい子賞受賞 1942－1965
- 山中恒 - 児童文学者
- 国木田虎雄 - 詩人
- 広津桃子 - 小説家。小説家・広津柳浪の孫、広津和郎の娘。女流文学賞受賞
- 渡辺水巴 - 俳人。近代画家・渡辺省亭の娘
- 飯島晴子 - 俳人 1947－1960
- 邦枝完二 - 小説家
- 佐川英三 - 詩人。日本現代詩人会会長、日本文芸家協会会長
- 安岡章太郎 - 小説家。1945年10月-1952年10月[19]

### 美術
- 小穴隆一 - 洋画家 俳人 1926 - 1927 芥川龍之介と交流
- 各務鑛三 - ガラス工芸家 カガミクリスタル創業者 1944 - 1985 鵠沼で没
- 加藤顕清 - 彫刻家 1955 - 1964
- 加藤東一 - 日本画家、藤沢市名誉市民。1969 - 1996 鵠沼で没
- 加山又造 - 日本画家 1984 - 2004 鵠沼にアトリエを構える
- 岸田劉生 - 洋画家 1917 - 1923 最盛期を鵠沼に暮らす。「麗子像」のほとんどは鵠沼で描かれた
- 黒崎義介 - 日本画家 童画家 1952 - 1984 鵠沼で没 墓所は藤沢市大庭台墓地
- 菅沼五郎 - 彫刻家 1952 - 1999 鵠沼で没
- 杉浦非水 - グラフィックデザイナー。戦後 - 1965 鵠沼で没
- 内藤多仲 - 建築家。戦前、鵠沼に別荘を構える
- 中川一政 - 洋画家 書家 歌人 1917 - 1923 岸田劉生家の食客として出入り
- 長谷川路可 日本画家/フレスコ・モザイク作家/服飾史 籍は1907年から鵠沼にあったが、住んだのは1927 - 1937
- 佐多芳郎 - 日本画家 1943－1989
- 小林哲夫 - 洋画家 1978－1992
- 硲伊之助 - 画家。1916年、療養のため鵠沼海岸の別荘に居住した。
- 金田松月 - 書家
- 川口芝香 - 書家。ジェトロニクス国際賞受賞。1935－1981
- 荒木襄太郎 - 画家 1933－2001
- 上田臥牛 - 日本画家 1945－1999
- 塚本茂 - 洋画家 1920－1983

### 芸能界
- 赤木圭一郎 - 日活アクションスター ゴーカート事故で夭折 1939 - 1961
- 芥川比呂志 - 新劇俳優 芥川龍之介の長男 1945 - 1949 家族の疎開先に復員する
- 芥川也寸志 - 作曲家 芥川龍之介の三男 1926 - 1927/1945 - 1948
- 阿部龍二郎 - TBSテレビ編成制作本部編成局編成部長。阿部昭の次男
- 井口小夜子 - 歌手（童謡、流行歌、クラシック） 1951 - 2003 鵠沼で没
- 磯部俶 - 合唱指揮者・作曲家 戦後 - 1998 鵠沼で没
- 岩下志麻 - 女優
- 扇一平 - 文化放送アナウンサー
- 大川橋蔵 - 時代劇俳優 1946 - 1948
- 大島渚 - 映画監督
- 岡田時彦 - 二枚目スター。岡田茉莉子の父 1925 - 1933
- 岡田茉莉子 - 女優。岡田時彦の娘
- 尾上菊五郎 (6代目) - 歌舞伎の名優 1946 - 1948
- 川口浩 - 俳優 小説家川口松太郎・女優三益愛子の息子 妻は女優野添ひとみ 1960年以降
- 川又昂 - 撮影監督
- 山路義人 - 映画監督
- 木村功 - 映画俳優 1948 - 1954
- 小坂一也 - C&W・ロカビリー歌手、俳優 1958 -
- 小森和子 - 映画評論家 戦前から戦後にかけて活動期を鵠沼に住む
- 小山明子 - 女優。大島渚夫人
- 佐分利信 - 映画俳優 女優黒木しのぶの夫 1935 -
- 渋谷実 - 松竹映画監督 戦後 - 1980 鵠沼で没
- 志摩夕起夫 - アナウンサー、ディスクジョッキーの草分け、音楽評論家 戦後 - 1990
- 東海林太郎 - 流行歌手 昭和30年代
- 白井貴子 - シンガーソングライター
- 高岡早紀 - 女優
- 高岡由美子 - 元モデル
- 遠山一 - ダークダックス
- 徳山璉 - オペラ歌手、流行歌手 1935 -
- 中居正広 (SMAP)
- 南部圭之助 - 映画評論家。戦前戦後に跨って住む
- 野々村潔 - 新協劇団の俳優。岩下志麻の父。戦中戦後疎開
- 長谷川一夫 - 二枚目スター。1955年別荘を構える
- 葉山三千子 - 女優 1966 - 1986
- 福永陽一郎 - オペラ指揮者、編曲家 1962 - 1982
- 三浦りさ子 - 元女優。三浦知良夫人
- 水木かおる - 作詞家 1981 - 1998 鵠沼で没
- 三益愛子 - 女優。小説家川口松太郎の妻 1960 - 夫の仕事中別荘で過ごす
- 黒木しのぶ - 映画女優。佐分利信の妻
- 森次晃嗣 - 俳優。鵠沼海岸でレストランを経営
- 安田謙一郎 - チェロ奏者
- 萬屋錦之介（中村錦之助）- 時代劇俳優 1966 - 1997?
- 鳥山雄二 - 作曲家。ギタリスト
- 川崎静子 - 声楽家
- 塚本智子 - 声楽家。洋画家・塚本茂の妹。1930－1968

### スポーツ・ゲーム
- 青木勇人 - プロバスケットボール選手 琉球ゴールデンキングス所属
- 織田幹雄 - 陸上競技三段跳び、日本人初の五輪金メダル受賞者。晩年を鵠沼の老人ホームに暮らし、1997年没
- 佐々木信也 - 元プロ野球選手。野球解説者
- 鯱ノ里一郎 - 大相撲関取。戦時中疎開
- 坂田栄男 - 囲碁本因坊
- 中村真梨花 - 女流棋士
- 清水克則 - 元プロサッカー選手。フランス料理店経営

### 経済界
- 伊東將行 - 鵠沼海岸別荘地開発功労者。鵠沼館・東屋経営
- 岩垂邦彦 - 日本電気創業者 鵠沼松が岡に別荘
- 田中平八 - 相場師=田中平八（天下の糸平）の長女=登羅の婿で三代目平八を継ぐ。糸平不動産・田中鉱山を興す。鵠沼海岸に別荘
- 益田孝 - 三井財閥最高経営者。鵠沼松が岡に別荘
- 馬越恭平 - 三井物産、三井呉服店理事を経て大日本麦酒社長。鵠沼松が岡に別荘
- 郷誠之助 - 東京株式取引所理事長、帝國商工銀行頭取、商工会議所会頭 鵠沼松が岡に別荘
- 田中銀之助 - 田中銀行・田中鉱業・日本製鋼所各取締役。日本ラグビーの父。鵠沼海岸に別荘
- 中島誠之助 - 骨董商・古美術鑑定家
- 長谷川巳之吉 - 第一書房社主。1939 - 1973 鵠沼で没。
- 松園尚巳 - ヤクルト社長 鵠沼松が岡に在住 鵠沼で没
- 望月和夫 - 日本コロムビア社長、日本レコード協会会長。2002年没
- 高瀬弥一 - 実業家。和辻哲郎・林達夫の義兄に当たる。
- 藤田昌次郎 - 鬼怒川ゴム工業社長
- 真鍋武雄 - エヌエスケー・トリントン社長
- 磯貝衛 - 実業家
- 上郎新二 - 地主、神奈川県多額納税者

## ゆかりのある著名人
- 聶耳 - 後に中華人民共和国の国歌となる「義勇軍進行曲」作曲者 1935年 鵠沼海岸で水死 記念碑がある。
- 師正王 - 東久邇宮稔彦王第二王子 1923年9月1日 鵠沼で避暑中関東大震災による遭難死 記念碑がある。

## 鵠沼を舞台にした作品

### 小説
- 芥川龍之介 「蜃気楼」 「歯車」「鵠沼雑記」「死後」 「悠々荘」「文藝的な、余りに文藝的な」
- 阿部昭 「花火」「千年」「十年」「一日の労苦」「子供部屋」「子供の墓」「鵠沼西海岸」「単純な生活」「大いなる日」「父と子の連作」「修練」「川」「父と子の夜」「水のほとりで」「言葉ありき」「道」「贈り物」「海は大きかった」「怪異の正体」
- 岡本かの子 「鶴は病みき」
- 小田博之 「ぬんない」
- 河本勝昭 「長い陰」
- 里見弴 「潮風」
- 志賀直哉 「鵠沼行」「好人物の夫婦」「或る朝」「荒絹」「大津順吉 ; 范の犯罪」
- 貴志祐介 「青の炎」
- 式田ティエン 「沈むさかな」
- 志村有弘 「罠の怪」
- 子母澤寛 「愛猿記」
- 城山三郎 「落日燃ゆ」
- 神西清 「鎌倉の女」
- 武林無想庵 「性慾の觸手」
- 立原正秋 「湘南道路」「花のいのち」
- 谷崎潤一郎 「悪魔」
- 徳冨蘆花 「思出の記」「相模灘の落日」
- 内藤千代子 「田舎住居の処女日記」「まつかぜ」「スヰートホーム」「ホネームーン」「生ひ立ちの記」
- 永井龍男 「青梅雨」「コチャバンバ行き」
- 長崎透 「漁火」
- 原雅子 「鵠沼」
- 響高綱 「ハウスキーパーもラクじゃない!?」
- 森志げ 「死の家」
- 安岡章太郎 - 「愛玩」「故郷」「剣舞」「海辺の光景」など[20]
- 吉屋信子 「片瀬心中」「失楽の人々」

### ノンフィクション・エッセイなど
- 芥川文子 「追想芥川龍之介」
- 阿部昭 「たそがれ」「晩夏」「浮き雲」「ふらんす」「修練」「短い形式」「水のほとりで」「単純な生活」「海辺の人間」「記憶と回想」「海を枕に」「言葉とゴミ」「記憶と回想」「安田謙一郎」「宝石のような」
- 飯島晴子 「葛の花」エッセイ集
- 今井達夫 「昔の鵠沼抄」「鵠沼にゐた文人」「鵠沼物語序説」
- 江上冴子 「エデンを遠く離れて-波音の楽園」「湘南番外編」
- 小穴隆一 「二つの絵」「影照」
- 大塚楠緒子 「鵠が沼たより」（心の花）
- 大類伸 「鵠沼随想」
- 奥田操 「鵠沼海岸」
- 尾崎秀樹 「鵠沼閑話」
- 勝部真長 「青春の和辻哲郎」「若き日の和辻哲郎」
- 河井酔茗 「鵠沼海岸」
- 川本三郎 「我もまた渚を枕 : 東京近郊ひとり旅」
- 岸田劉生 「鵠沼日記」
- 岸田麗子 「鵠沼に住んでいた頃 （名作のモデル）」
- 小林尹夫 「窓は夢想 : 芥川龍之介を巡る文学・詩歌の旅」
- 高木和男 「鵠沼海岸百年の歴史」
- 高瀬笑子 「鵠沼断想」「ゆく河の流れ－ふたつの国に生きて」
- 高三啓輔 「鵠沼・東屋旅館物語」（博文館新社）
- 竹屋雅子 「鵠沼村に遊ぶ記」
- 立原正秋 「立原正秋の鎌倉―立原幹と歩く」
- 田中隆尚 「桃園譜」
- 茅野雅子 「鵠沼の家」「蟹」
- 野口喜久子 「砂のいろ」
- 長谷川郁夫 「美酒と革嚢 : 第一書房・長谷川巳之吉」
- 羽仁説子 「半生を語る」
- 原健 「サマーデイズ - 伝説のサーファー大野薫・スタイルの記憶」
- 日夏耿之介 「鵠沼之記」
- 松岡磐木 「ひよどり凪の海」
- 村上春樹 「村上朝日堂 スメルジャコフ対織田信長家臣団」
- 和辻照 「和辻哲郎の思い出」「わがひとり」「七十八の賀」「同行二人」

### 詩
- 北村初雄 「相模灘」
- 高橋元吉 「高橋元吉詩集」第五巻

### 短歌
- 与謝野晶子 「太陽と薔薇」「冬柏」
- 高瀬笑子 「秋から冬へ」「くげぬま」
- 山口茂吉 「鎌倉鵠沼」
- 川田順 「心の花」
- 深尾須磨子 「氷雨の谷 鵠沼にて」
- 荻野綾子 「湘南にて」
- 安藤寛 「山郷」「千林」「二水」「二水以後」

### 俳句
- 稲垣きくの 「冬濤」
- 児玉和子 「白梅の家」
- 新関一杜 「鵠沼抄」
- 持田まさお 「句集鵠沼」

### 写真
- 福地誠一 「鵠沼の五十年 : 福地誠一写真集」
- 百瀬篤 「鵠沼海岸象景－1996-2001 百瀬篤写真集」
- 川廷昌弘　「白杭の季節　川廷昌弘写真集」

### 映画
- 小津安二郎 『戸田家の兄妹』1941年、松竹
- 小津安二郎 「晩春」1949年、松竹
- 木下惠介 『破れ太鼓』1949年、松竹
- 渋谷実 『自由学校』1951年、松竹
- 市川崑 『青春怪談』1955年、日活
- 木下惠介 『今日もまたかくてありなん』1959年、松竹
- 小沼勝 『NAGISA-なぎさ-』2000年、フィルム・シティ
- 喜多一郎 『ライフ・オン・ザ・ロングボード』2005年、オフィス キタ
- 小泉徳宏 『タイヨウのうた』2006年、松竹
- 青の炎 特別版
- 青の炎 二宮和也コレクターズエディション 切ない殺人者編
- 青の炎 松浦亜弥コレクターズエディション 十七歳の恋愛編

### コミック
- 河合克敏 「とめはねっ! 鈴里高校書道部」
- 紡木たく 「ホットロード」
- 新井理恵 「青の炎（あすかコミックスDX）」

### 音楽
- 宮田政夫 - ギター曲「鵠沼の思ひ出」
- 島根恵 - 組曲「湘南鵠沼海岸の想い出」 1.お兄ちゃん 2.いっこちゃん
- TUBE - 「湘南My Love」 「灼熱らぶ」
- 伊藤宜二（音楽）「戸田家の兄妹」 - 鵠沼の母娘
- 「5050」 - 「真夏の鵠沼」
- ASIAN KUNG-FU GENERATION - 「鵠沼サーフ」（2008年11月5日、「サーフ ブンガク カマクラ」としてアルバム化）
- 増田ジゴロウ - 「藤沢のうた」
- 大光寺圭 - 「私の水平線」

## その他

### 日本郵便
- 郵便番号 : 251-0022[3]（集配局 : 藤沢郵便局[21]）。